# The Million Dollar Hotel
Pour plus de détails, voir Fiche technique et Distribution.
The Million Dollar Hotel est un film germano-américano-britannique réalisé par Wim Wenders, sorti en 2000. La bande originale a été composée par Bono, U2, Brian Eno, Jon Hassell, Daniel Lanois et Hal Willner.

## Synopsis
Dans un palace délabré dans le quartier déshérité de Downtown Los Angeles, on peut découvrir l'envers du décor de la « Cité des anges », la poubelle de la ville, devenue aujourd'hui la cour des miracles où survit une faune de marginaux livrés à eux-mêmes. Un matin, Tom Tom, un attardé mental, se jette dans le vide depuis le toit de son hôtel. À travers un long flash-back, nous découvrons la vie de ce paumé, amoureux fou d'Eloise, un ange déchu qui nie sa propre vie, traînant pieds nus dans les rues malfamées de Downtown.

## Fiche technique
Sauf indication contraire, les informations mentionnées dans cette section peuvent être confirmées par la base de données cinématographiques IMDb,  présente dans la section « Liens externes ».
- Titre : The Million Dollar Hotel
- Réalisation : Wim Wenders
- Scénario : Nicholas Klein, d'après une histoire de Bono et Nicholas Klein
- Musique : Bono (générique de fin), U2, Brian Eno, Jon Hassell, Daniel Lanois et Hal Willner
- Production : Bruce Davey, Nicholas Klein, Deepak Nayar, Wim Wenders.
- Sociétés de production : Icon Entertainment International (U.S.A), Kintop Pictures (U.S.A) et Road Movies Filmproduktion (Allemagne)
- Distribution :
- Pays d'origine :  Allemagne,  États-Unis,  Royaume-Uni
- Format : Couleur - 35 mm
- Genre : drame, policier
- Durée : 120 minutes
- Date de sortie : 15 mars 2000

## Distribution
- Jeremy Davies (V. F. : Emmanuel Karsen) : Tom Tom
- Milla Jovovich (V. F. : Barbara Kelsch) : Eloise
- Mel Gibson (V. F. : Jacques Frantz) : l'inspecteur Skinner
- Jimmy Smits (V. F. : Vincent Violette) : Geronimo
- Peter Stormare (V. F. : Dominique Collignon-Maurin) : Dixie
- Julian Sands (V. F. : Éric Legrand) : Terence Scopey
- Amanda Plummer (V. F. : Françoise Vallon) : Vivien
- Gloria Stuart (V. F. : Lily Baron) : Jessica
- Tom Bower (V. F. : Jean-Pierre Gernez) : Hector
- Donal Logue (V. F. : Philippe Vincent) : Charley Best
- Bud Cort (V. F. : Marc François) : Shorty
- Conrad Roberts (V. F. : Régis Ivanov) : Stix
- Harris Yulin (V. F. : Jacques Deschamps[1]) : Stanley Goldkiss
- Tim Roth : Izzy Goldkiss
- Charlayne Woodard (V. F. : Marie-Laure Beneston) : Jean Swift
- Ellen Cleghorne (V. F. : Martine Meirhaghe) : Marlene
- Bono : un homme dans l'hôtel

## Distinctions
- 2000 : Prix du jury à la 50e Berlinale